# Paul La Cour
Ne doit pas être confondu avec Poul La Cour.
Paul Arvid Dornonville de La Cour, né le 9 novembre 1902 et mort le 20 septembre 1956 à Roskilde, est un écrivain, poète, traducteur et critique littéraire danois. Son œuvre la plus célèbre est Fragments d'un journal (Fragmenter af en dagbog en danois), publiée en 1948, dont les trois premiers chapitres sont parus dans la revue littéraire danoise Heretica.
Il s'installe à Paris de 1923 à 1930, période durant laquelle il écrira plusieurs recueils de poésie, dont Den tredie Dag en 1928. Il collabore à partir de 1930 à la revue Tilskueren.
Il descend de la famille danoise d'origine française La Cour.

## Œuvres
En français
- Fragments d'un journal (1948)

En danois
- Dagens Alter (1922)
- Den tredie Dag (1928)
- Levende Vande (1946)
- Mellem Bark og Ved (1950)
- Efterladte Digte (1957, posthume)